# Cornetas (vestimenta)

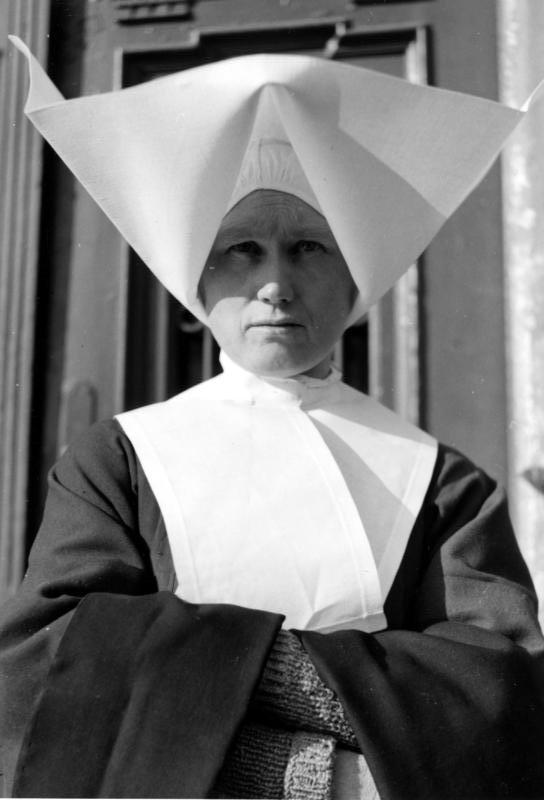
Uma freira polonesa usando cornetas brancas e o hábito em 1939

As cornetas são um tipo de cobertura feminina para a cabeça que consiste essecialmente de um tipo de véu (hábito) que consiste num pedaço grande e engomado de tecido branco que dobrado para cima de forma que lembra cornos (em francês:  cornes) na cabeça de quem a veste. Uma reportagem no The Times informa que seu uso estava "em moda entre as senhoras parisienses" em 1801, feitas de musselina ou gaze e ricamente ornamentadas com rendas.

## Uso pelas Filhas da Caridade
As cornetas foram mantidas como peça de vestimenta característica até a Idade Contemporânea pelas Filhas da Caridade, uma sociedade de vida apostólica católica  fundada por São Vicente de Paulo em meados do Século XVII. O fundador queria que as irmãs dessa congregação religiosa, que cuidavam dos enfermos e dos pobres e que não praticavam a clausura, parecessem-se com as mulheres da classe média de seu tempo, inclusive em sua vestimenta, que incluía as cornetas.
Mesmo após as cornetas terem caído em desuso, tornou-se símbolo distintivo das Filhas da Caridade, tornando suas integrantes usuárias de um dos tipos mais reconhecidos de  hábitos religiosos. A ordem abandonou o uso das cornetas somente na década de 1960.

## Galeria

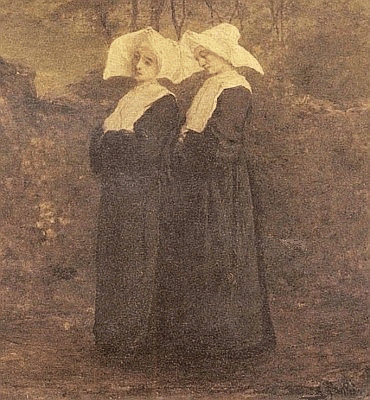
Uma pintura retratando as Filhas da Caridade usando cornetas. Obra de Armand Gautier (1825–1894)
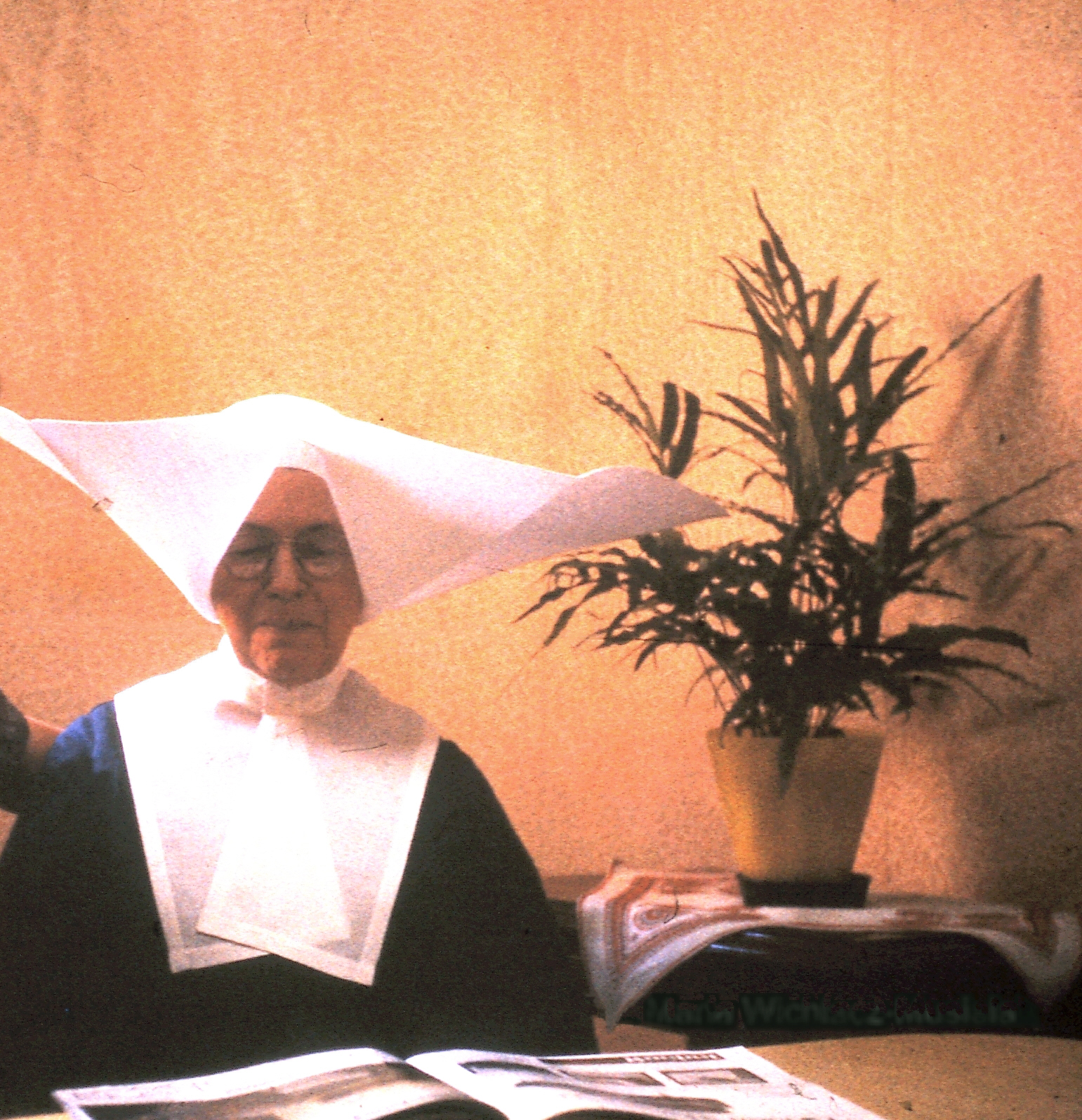
Irmã Jean Gabriel Batke

Nota linguística: Nesta acepção, a palavra deve ser usada sempre no plural, assim como ocorre com olheiras, óculos e núpcias.